# Gerrit Davidse
Gerrit Davidse  (1942 ) es un botánico y profesor estadounidense. Trabaja activamente en el Proyecto de Flora Mesoamericana, en el Jardín botánico de Misuri. Y desarrolla su actividad académica como profesor adjunto en la Universidad Washington en San Luis. Es curador en el "John S. Lehmann Curator of Grasses", Missouri Botanical Garden.
En 1968 obtuvo su M.S., de la Universidad Estatal de Utah. Y en 1972, su Ph.D., de la Universidad Estatal de Iowa.

## Algunas publicaciones
- Davidse, G, RJ Soreng; PM Peterson. 2009. Agrostopoa (Poaceae, Pooideae, Poeae, Poinae), a new genus with three species from Colombia. Novon 19 (1): 32-40

- Judziewicz, EJ; G Davidse. 2008. Arthrostylidium berryi (Poaceae, Bambusoideae, Bambuseae, Arthrostylidiinae), a new species from white sand shrublands in Venezuela and Colombia. Novon 18(3): 361-365

- MacVean, AL de; G Davidse. 2007. Dónde debemos colectar plantas en Guatemala? Un análisis basado en los herbarios UVAL (Universidad del Velle de Guatemala) y el MO (Missouri Botanical Garden). Revista Univ. Valle de Guatemala 16: 150-165

- Bess, EC, AN Doust, G Davidse, EA Kellogg. 2006. Zuloagaea, a new genus of neotropical grass within the "Bristle Clade" (Poaceae: Paniceae). Syst. Bot. 31(4): 656-670

- Soreng, RJ, PM Peterson, G Davidse, EJ Judziewicz, FO Zuloaga, TS Filgueiras, O Morrone. 2003. Catalogue of New World Grasses (Poaceae): IV. Subfamily Pooideae. Contr. U.S. Natl. Herb. 48: 1-730

- Zuloaga, FO, O Morrone, G Davidse, TS Filgueiras, PM Peterson, RJ Soreng, E Judziewicz. 2003. Catalogue of New World Grasses (Poaceae): III. Subfamilies Panicoideae, Aristidoideae, Arundinoideae, and Danthonioideae. 2003. Contr. U.S. Natl. Herb. 46: 1-662 (Editores principales: R. J. Soreng & S. J. Pennington)

- Morrone, O, FO Zuloaga, G Davidse, TS Filgueiras. 2001. Canastra, a new genus of Paniceae (Poaceae, Panicoideae) segregated from Arthropogon. Novon 11(4): 429-436

- Davidse, G, O Morrone & FO Zuloaga. 2001. Two new species of Paspalum (Poaceae: Panicoideae) from Brazil. Novon 11(4): 389-394

- Judziewicz, EJ, RJ Soreng, G Davidse, PM Peterson, TS Filgueiras & FO Zuloaga. 2000. Catalogue of New World Grasses (Poaceae): I. Subfamilies Anomochloideae, Bambusoideae, Ehrhartoideae, and Pharoideae. Contr. U.S. Natl. Herb. 39: 1-128

- Davidse, G & NJ Turland. 1999. Proposal to conserve the name Andropogon bicornis (Gramineae) with a conserved type. Taxon 48: 573-574

- Zuloaga, FO & G Davidse. 1999. A new species and new combination in the genus Parodiolyra (Poaceae: Bambusoideae: Olyreae). Novon 9(4): 587-59

- Linder, HP & G Davidse. 1997. The systematics of Trilobium Desv. (Danthonieae: Poaceae). Bot. Jahr. Syst. 119: 445-507

- Davidse, G, M Sousa, & S Knapp (eds. grales). 1995. Flora Mesoamericana. Vol. 1: Psilotaceae a Salviniaceae. Universidad Nacional Autónoma de México, México, D.F. 470 pp.

- Davidse, G, M Sousa, & AO Chater (eds. grales). 1994. Flora Mesoamericana. Vol. 6: Alismataceae a Cyperaceae. Universidad Nacional Autónoma de México, México, D.F.

- Spies, JJ, G Davidse & H du Plessis. 1992. Cytogenetic studies in the genus Tribolium (Poaceae: Arundineae). Amer. J. Bot. 79: 689-700

- Davidse, G & RP Ellis. 1987. Arundoclaytonia, a new genus of the Steyermarkochloeae (Poaceae: Arundinoideae) from Brazil. Ann. Missouri Bot. Gard. 74: 479-490

- Davidse, G, TR Soderstrom & RP Ellis. 1986. Pohlidium petiolatum (Poaceae: Centotheceae), a new genus and species from Panama. Syst. Bot. 11: 131-144

- Davidse, G & RP Ellis. 1984. Steyermarkochloa unifolia Davidse & Ellis, a new genus from Venezuela and Colombia (Poaceae: Arundinoideae: Steyermarkochloeae). Ann. Missouri Bot. Gard. 71: 994-012

- Davidse, G. 1978. A systematic study of the genus Lasiacis (Gramineae, Panicoideae). Ann. Missouri Bot. Gard. 65: 1133-1254
- La abreviatura «Davidse» se emplea para indicar a Gerrit Davidse como autoridad en la descripción y clasificación científica de los vegetales.[2]